# Estación Retiro Mitre
Retiro-Mitre, o simplemente Retiro, es una de las siete estaciones centrales de ferrocarril de Buenos Aires. Inaugurada en 1915, es la estación terminal del Ferrocarril General Mitre y de la homónima línea Mitre de servicios suburbanos a la zona norte del Gran Buenos Aires. Se encuentra contigua a la homónima estación Retiro de la línea Belgrano Norte. Con 44 millones de pasajeros al año, es la segunda estación más transitada de Argentina después de la estación Constitución.

## Ubicación
Existe un nodo de combinación de pasajeros con las estaciones Retiro de las líneas C y E de subterráneos. En sus cercanías se encuentran otras dos estaciones homónimas, pertenecientes a los ferrocarriles Belgrano Norte y San Martín.

## Servicios

### Trenes urbanos
Desde su inauguración la estación Retiro sirvió como principal terminal del Ferrocarril Central Argentino y cabecera de sus servicios en el Gran Buenos Aires.

### Trenes suburbanos
Parten trenes suburbanos a Tigre, Bartolomé Mitre y José León Suárez de la Línea Mitre, eléctricos desde 1916 en el primer caso y desde 1942 en el segundo. Hasta 1961 los trenes del ramal a Bartolomé Mitre llegaron hasta la estación Delta, hoy parte del Tren de la Costa, y en el ramal a José León Suárez el servicio eléctrico abarcó en un principio hasta Villa Ballester, dos estaciones antes.
El Ferrocarril General Mitre tiene también servicios suburbanos con destino a Zárate y Capilla del Señor, prestados con tracción diésel. En esos casos las formaciones no salen de Retiro, debiéndose hacer transbordo en las estaciones Villa Ballester y Victoria respectivamente, esta última del ramal a Tigre.

### Trenes interurbanos

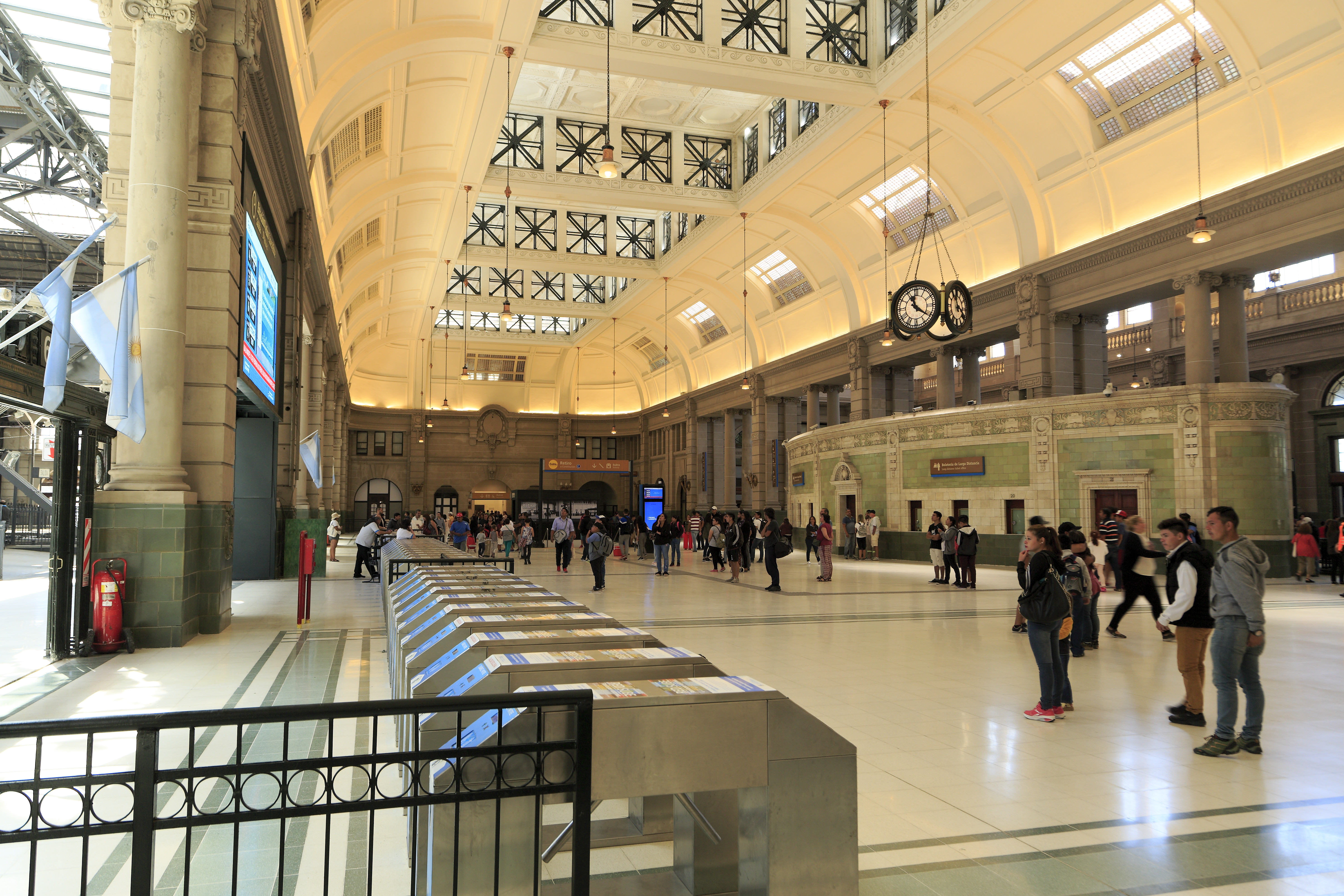
Vista del Hall de la estación.

Retiro, como terminal en Buenos Aires del Ferrocarril Central Argentino, también fue punto de partida de sus principales servicios interurbanos. 
En 1913 se implementó el Estrella del Norte, formación de gran comodidad que unió Retiro con Rosario, La Banda y San Miguel de Tucumán. 
Durante la administración de Ferrocarriles Argentinos se implementaron diversos servicios de larga distancia, como el Rayo de Sol y el Serranoche a Córdoba y el Expreso Buenos Aires-Tucumán a esta última. Una gran cantidad de servicios diarios, como El Porteño y El Rosarino, hicieron el trayecto entre Retiro y Rosario. 
Algunas formaciones del Ferrocarril General San Martín, como El Aconcagua a Mendoza y San Juan, partieron de Retiro Mitre ante su mayor capacidad.
Todos los servicios de larga distancia fueron cancelados el día 10 de marzo de 1993 dentro del proceso de concesión y liquidación de Ferrocarriles Argentinos, al igual que ocurrió con las demás líneas de la red ferroviaria. Existieron sucesivos intentos infructuosos por parte de operadores privados de rehabilitar las conexiones con Córdoba y San Miguel de Tucumán. 
En 2003 la concesionaria de los servicios suburbanos del Ferrocarril Mitre, Trenes de Buenos Aires, comenzó a correr un tren por semana a Rosario y la ciudad de Santa Fe. Recortado a Rosario tras las inundaciones que azotaron ese año a la capital santafesina, en 2007 la frecuencia pasó a ser de un tren por día hábil hasta 2013, año en que se vuelve a cancelar este tren local. 
Otra empresa, Ferrocentral, recuperó a partir de 2005 las  frecuencias a Córdoba y Tucumán. Desde octubre de 2014 la empresa estatal Trenes Argentinos Operaciones se hace cargo plenamente de este servicio.
Desde comienzos de 2019, por obras en ejecución, solo los servicios a la ciudad de Rosario parten desde la estación. Los servicios a las provincias de Córdoba y Tucumán tienen su cabecera en la estación Retiro del ferrocarril San Martín.

## Historia

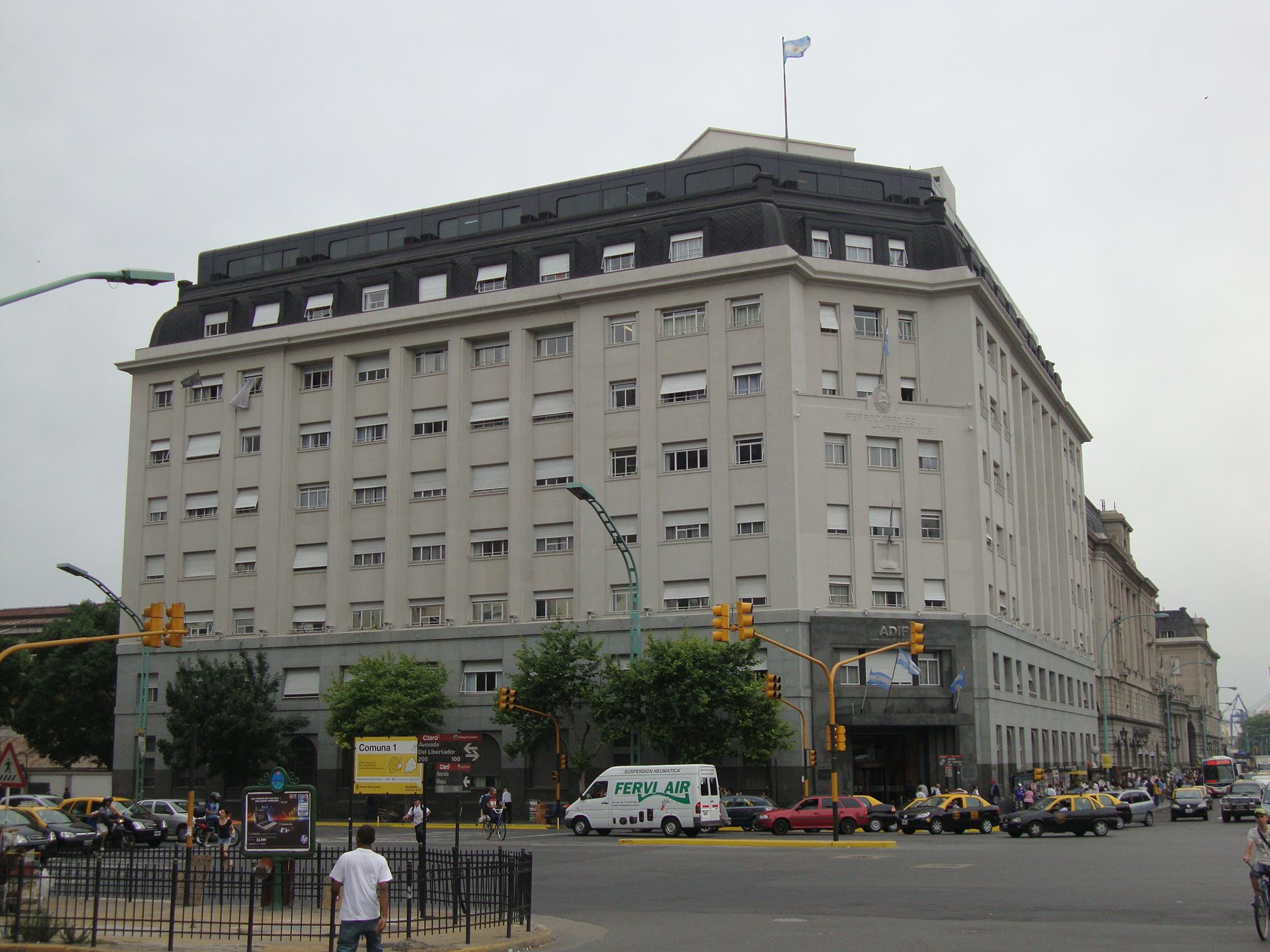
El edificio de Ferrocarriles Argentinos fue construido junto a la estación en los años 50.

El proyecto de construir esta gran estación ferroviaria en Retiro (Buenos Aires) surgió por el aumento del transporte de cargas, al inaugurarse las obras del cercano Puerto Madero. 
El nuevo puerto dejaba fuera de uso la antigua bajada al río que existía en esa zona (actual Avenida Ramos Mejía). Eso implicó grandes cambios. Se rellenó todo el sector y se construyó una nueva estación terminal del Ferrocarril Buenos Aires a Rosario -antes ubicada bajo el actual viaducto de la Avenida 9 de julio-, de modo que conectase sus vías con el puerto. Esas vías, que cruzan la actual avenida, continúan en uso para el transporte de cargas.
También el Ferrocarril Central Argentino se veía en la necesidad de contar con una nueva estación terminal tras el incendio, en 1897, de la antigua Estación Central. A tal efecto presentaron en 1908 un ambicioso proyecto de los arquitectos Eustace L. Conder, Roger Conder y Sydney G. Follett, y el ingeniero Reginald Reynolds, todos británicos establecidos en el país y que habían trabajado en obras previas para los ferrocarriles. La construcción comenzó en junio de 1909 en el solar de la Avenida Ramos Mejía 1358, y estuvo lista para 1914, inaugurándose la estación  el 2 de agosto de 1915 por el presidente Victorino de la Plaza. 
El hall de entrada (originalmente simétrico respecto a la galería de carruajes) se amplió en dirección hacia la Avenida Libertador al demolerse el antiguo Hotel de inmigrantes rotondo, ubicado muy cerca de la actual entrada de pasajeros.

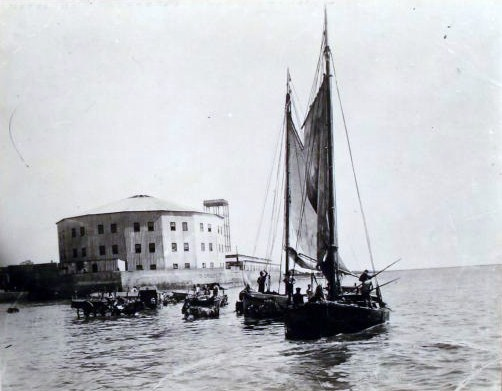
Hotel de Inmigrantes (Witcomb, sf)

El proyecto original de Conder incluía una tercera bóveda de andenes y un edificio integrado con frente al Paseo de Julio (actual Avenida del Libertador) que serviría como oficinas para el FCA.  Sin embargo, el comienzo de la Primera Guerra Mundial hizo que el diseño originalmente previsto no pudiera concretarse. Donde hoy se encuentra la imagen de la Virgen de Luján había una gran placa con los nombres de todos los empleados ingleses del ferrocarril, que murieron en la guerra como soldados voluntarios.
El sector de oficinas -a la derecha del frente, el más cercano a la actual terminal del Belgrano Norte-, se completó hacia 1929. Hasta entonces estuvo allí la estación del ferrocarril Buenos Aires a Rosario (que había adquirido la empresa del ferrocarril Central Argentino en 1902). Desde ese sector cruzaba la Avenida Maipú (hoy Ramos Mejía) la única vía que comunicaba con el Puerto Madero.  

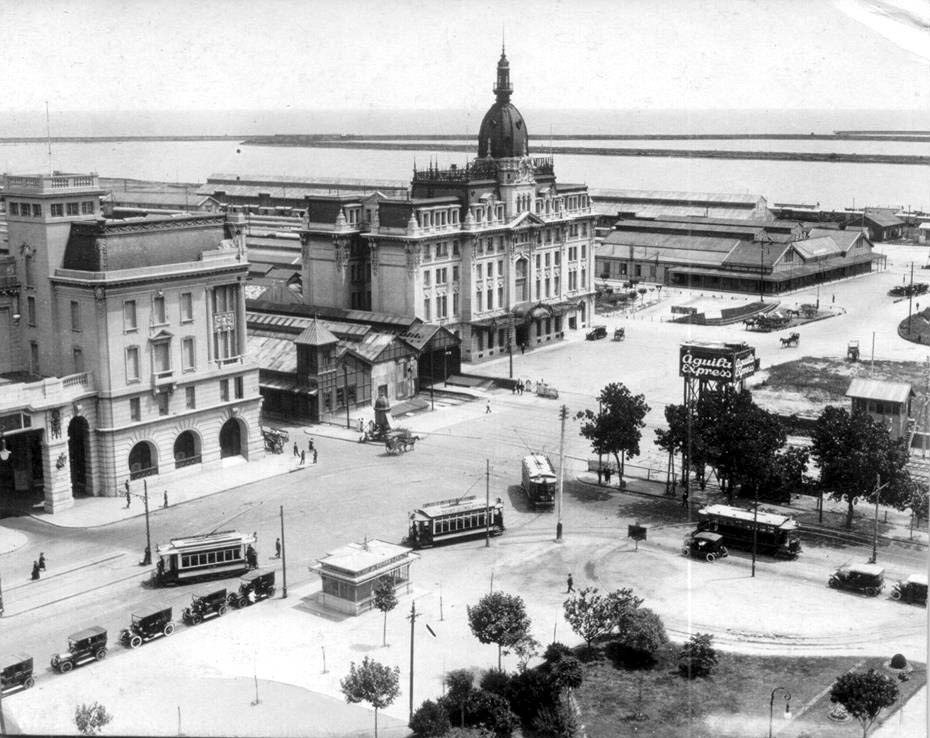
Flanqueada por las dos nuevas estaciones (hacia 1915) aparece la antigua estación.

A partir de 1949 durante la presidencia de Juan Domingo Perón la estación llevó el nombre de "Presidente Perón" aunque en 1955 con su derrocamiento tras la Asunción de la Revolución Libertadora que no quería que edificios llevarán el nombre de Perón, hizo derogar ese nombre e hizo que la estación volviera a su nombre anterior.

## Arquitectura

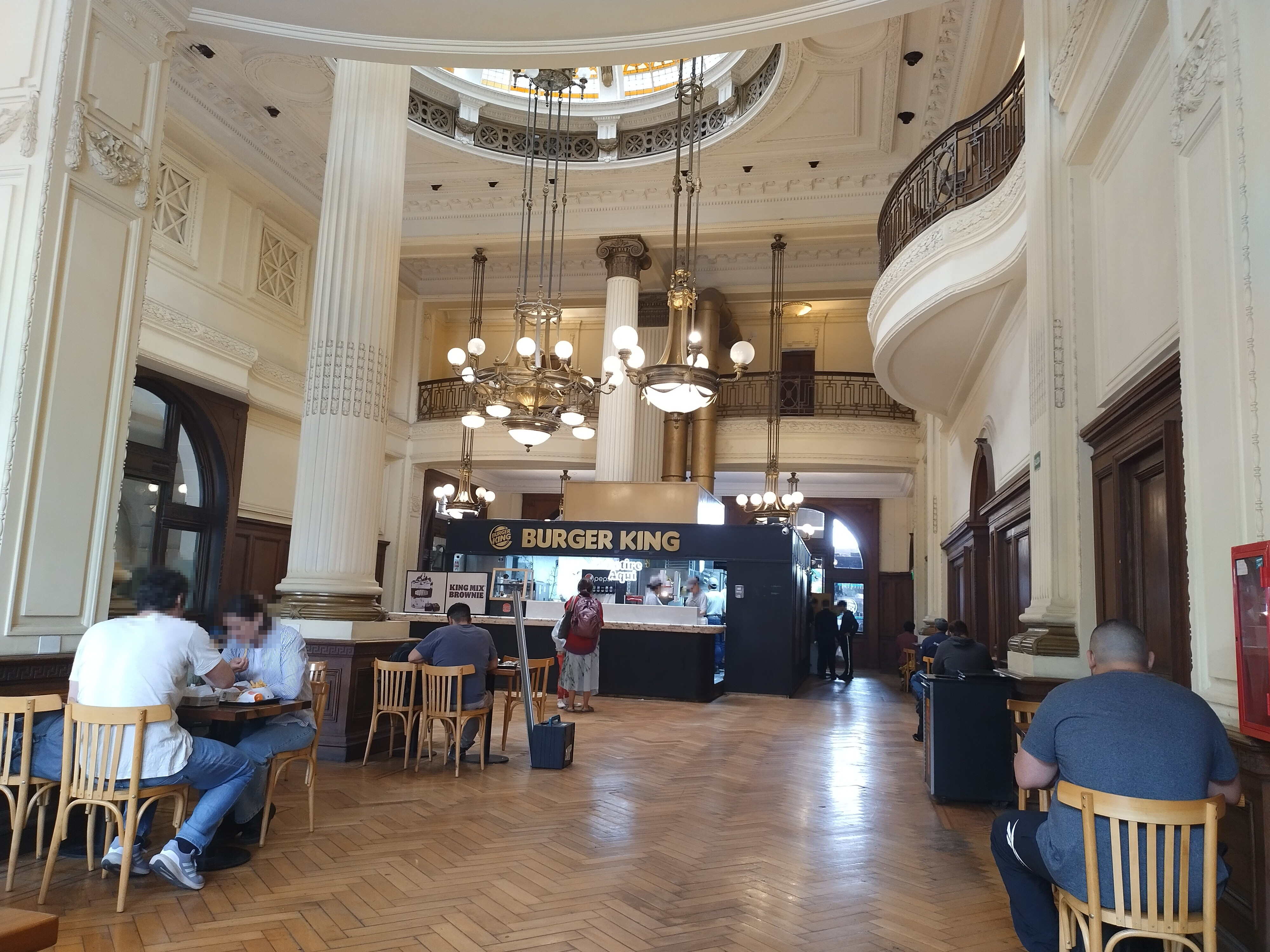
Restaurante Burger King en un comedor histórico de la estación.

El diseño se correspondió con el patrón establecido en Europa a finales del siglo XIX, dividiéndose el edificio en dos grandes sectores. Para la construcción del gran vestíbulo, las confiterías y el sector de boleterías se siguió un criterio estético, con finas terminaciones influidas principalmente por la Arquitectura Eduardiana. Los interiores, con más de 20.000 m² de cielorraso, fueron revestidos con mayólicas provistas por la británica Royal Doulton e iluminados con antorchas de estilo florentino.
En el sector de andenes en cambio, con su estructura de hierro y vidrio característica de la Segunda Revolución Industrial, primaron criterios funcionalistas. Se levantaron ocho plataformas conectadas por túneles transversales con montacargas, cubiertas por dos grandes naves paralelas de 230 metros de largo y 49 metros de luz libre cada una. Cada una de las naves, con una altura máxima de 25 metros, está sostenida por una bóveda metálica de cañón corrido soportada por arcos de hierro colocados cada diez metros. El conjunto de las piezas, que fueron fabricadas en Liverpool por la firma Francis P. Morton & Co., tiene un peso cercano a las 8.000 toneladas. Esta estructura ferroviaria es una de las más grandes del mundo en su tipo.
Cuando se inauguró, se afirmaba que los poderosos paragolpes hidráulicos, que se encuentran en la cabecera de los rieles, eran capaces de soportar el embate de un tren de 750 tn a una velocidad de 16 km/h.
Si bien no sufrió ningún cambio drástico en su diseño, el paso del tiempo fue modificando la concepción original del edificio. La instalación de locales comerciales, el cambio de las mayólicas originales del piso, la elevación de andenes, la quita de ornamento en fachadas y otras modificaciones llevaron a la distorsión de su fisonomía junto con la falta del mantenimiento adecuado.

## Monumento Histórico Nacional
En 1997 la estación fue declarada Monumento Histórico Nacional, lo que supone obligaciones de conservación.
Para la Comisión Nacional de Museos y Monumentos y Lugares Históricos se trató de "un claro símbolo de la idea de progreso que sustentaba la generación del '80" y "la culminación del proyecto de tendido de los ferrocarriles, iniciado a mediados del siglo XIX, y cuya red, abierta entre las provincias y el puerto de Buenos Aires, permitió la distribución tanto de los inmigrantes cuanto de los productos agrícolo-ganaderos".
Existieron proyectos para desactivarla del uso ferroviario e iniciar la construcción de una nueva y moderna estación terminal, que sirviera como cabecera de todos los servicios de trenes de Retiro, por lo que la estación fue quedando en un total estado de abandono. Finalmente entre los años 2000 y 2001 fueron realizados los primeros trabajos de restauración general y puesta en valor del edificio, reparándose las piezas dañadas y reponiéndose las que faltaban.

## Obras de modernización
A fines de 2014 se renovó la iluminación del hall central y se iniciaron los trabajos de recambio de los techos vidriados en una de las dos bóvedas de la zona de andenes, recuperando el diseño original. En 2015 se mejoraron los accesos a los andenes con una nueva línea de molinetes electrónicos para el funcionamiento del sistema de pasaje SUBE. 

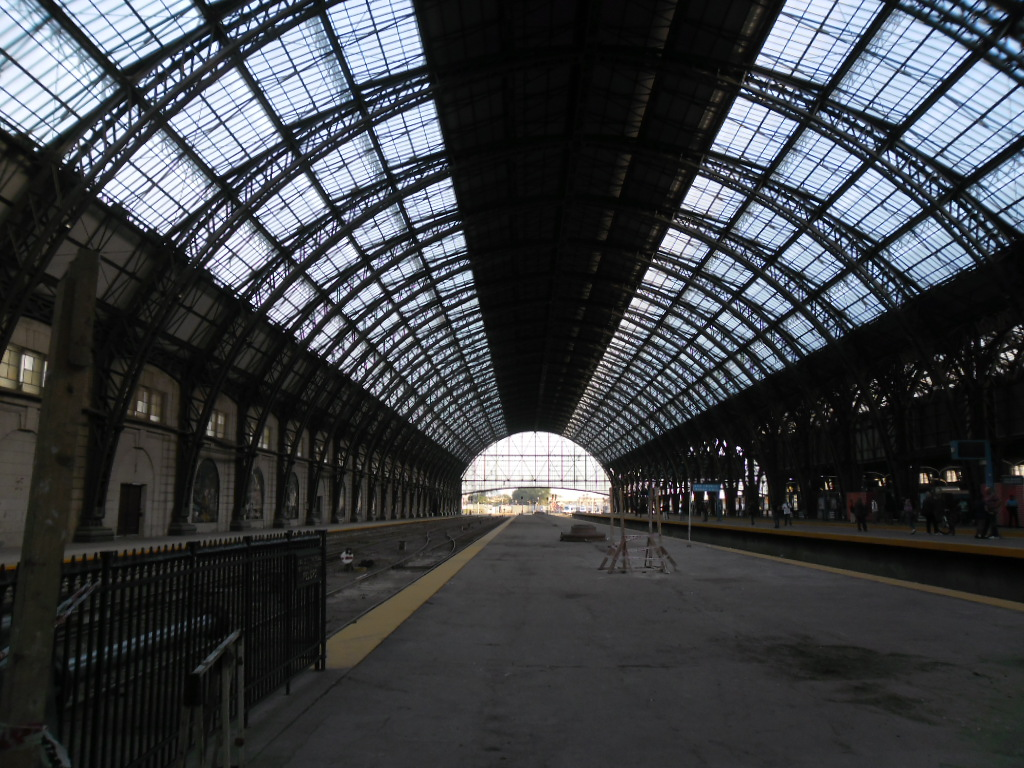
Nuevo techo de bóveda de andenes, que recupera la cubierta original vidriada.

En 2017 se cambiaron los pisos de color bordó oscuro por nuevos baldosones blancos, y se restauraron los techos del sector boleterías y del hall central. Culminaron los trabajos de recambio de los techos en una de las bóvedas y se iniciaron recambios y reparaciones en el techo de la segunda bóveda. También se incorporó una nueva iluminación led en los andenes y se mejoró el sistema de sonido.
En 2018 culminaron los trabajos de restauración de los techos externos y de la cúpula central, que lucen de color plateado. Se modernizaron los históricos accesos a dos montacargas, que se conservaban en la cabecera de los andenes, y se adecuaron para permitir el acceso a las oficinas de mantenimiento y control en los antiguos sótanos.
El 26 de junio de 2023 se inauguraron las obras de nivelación de los andenes para los nuevos trenes eléctricos, junto con la modernización de las vías y los sistemas, en cuatro de los ocho andenes de la estación.

## Imágenes

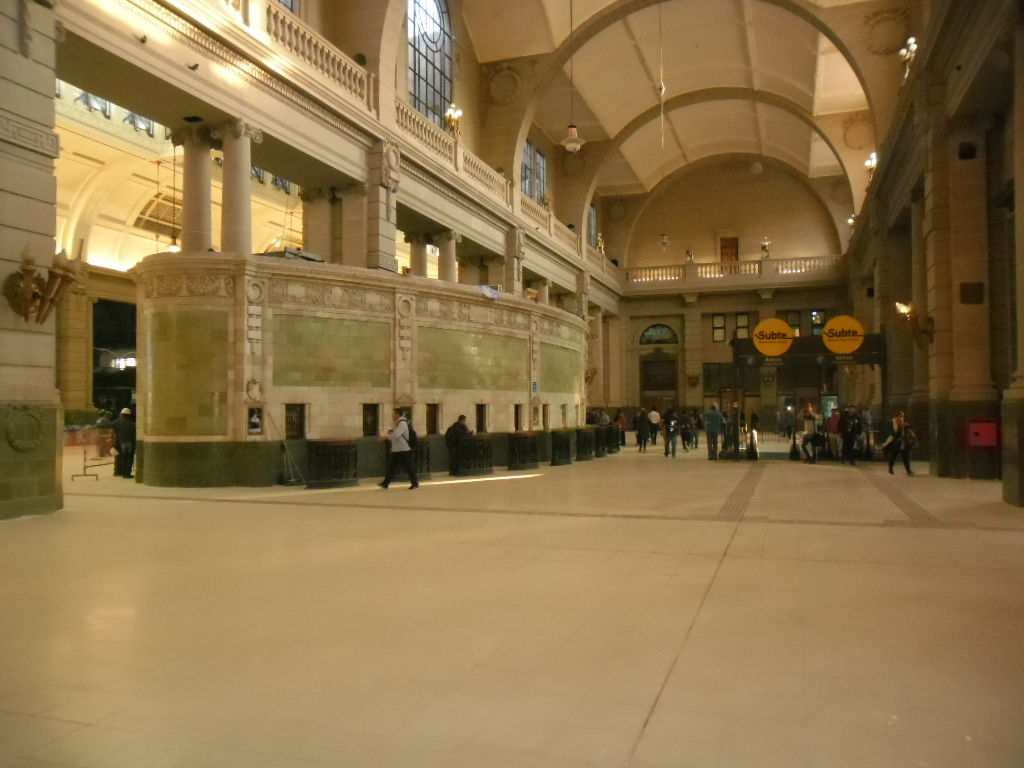
Retiro. Boleterías
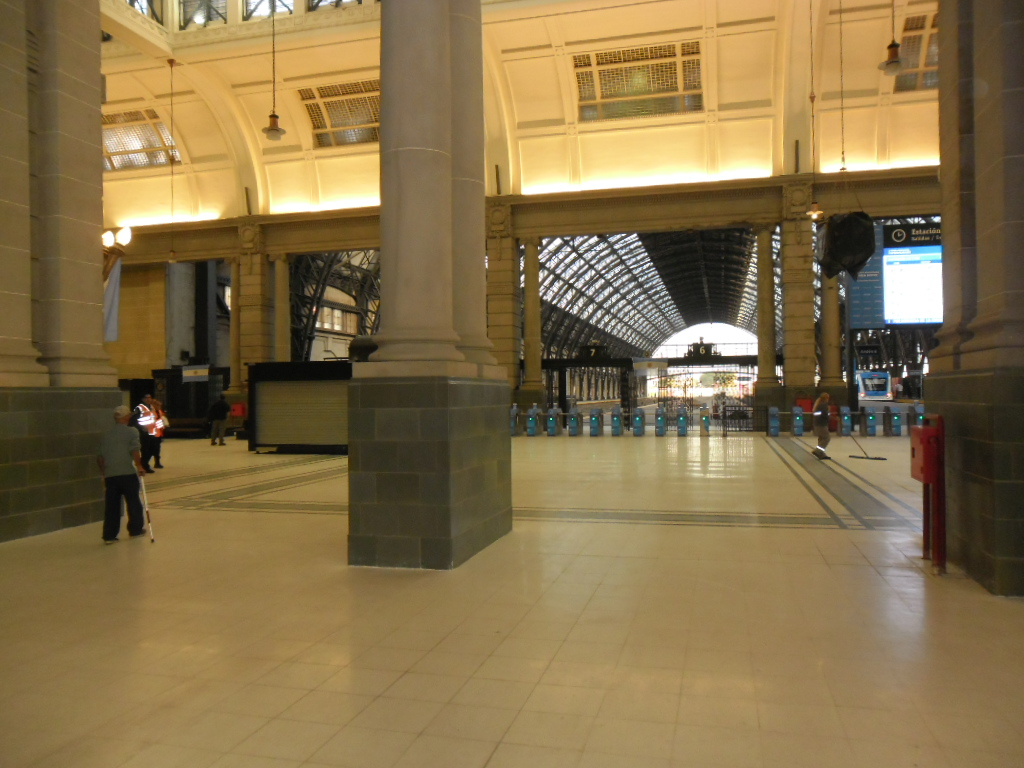
Retiro. Hall central
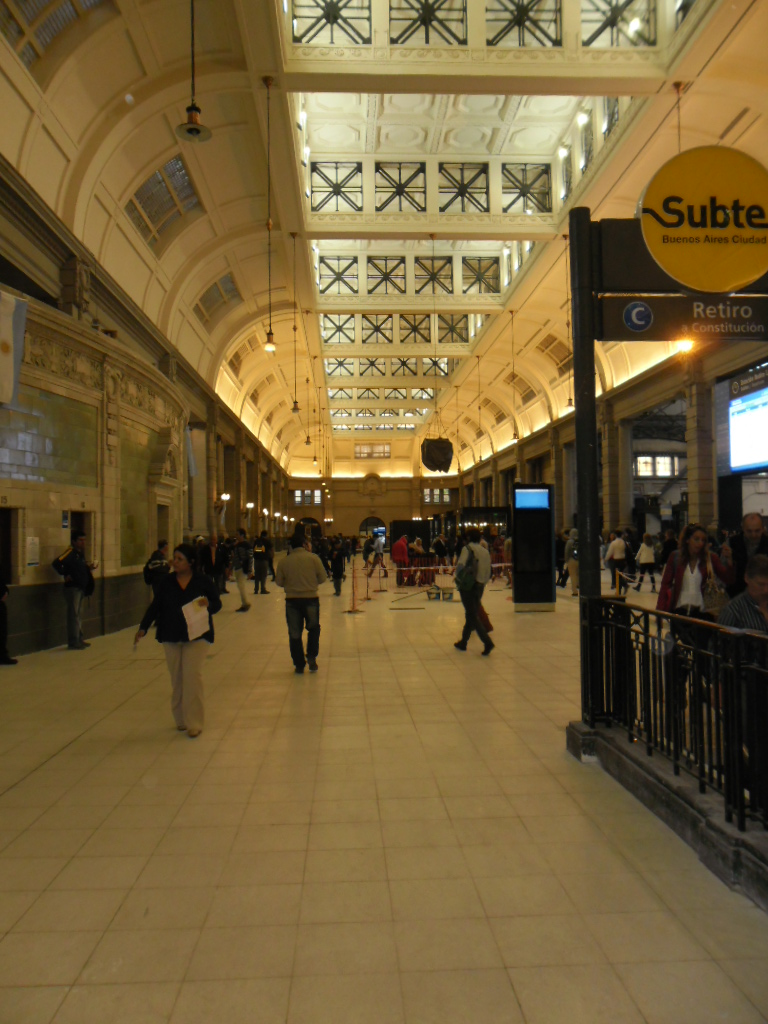
Retiro. Vista general del hall central
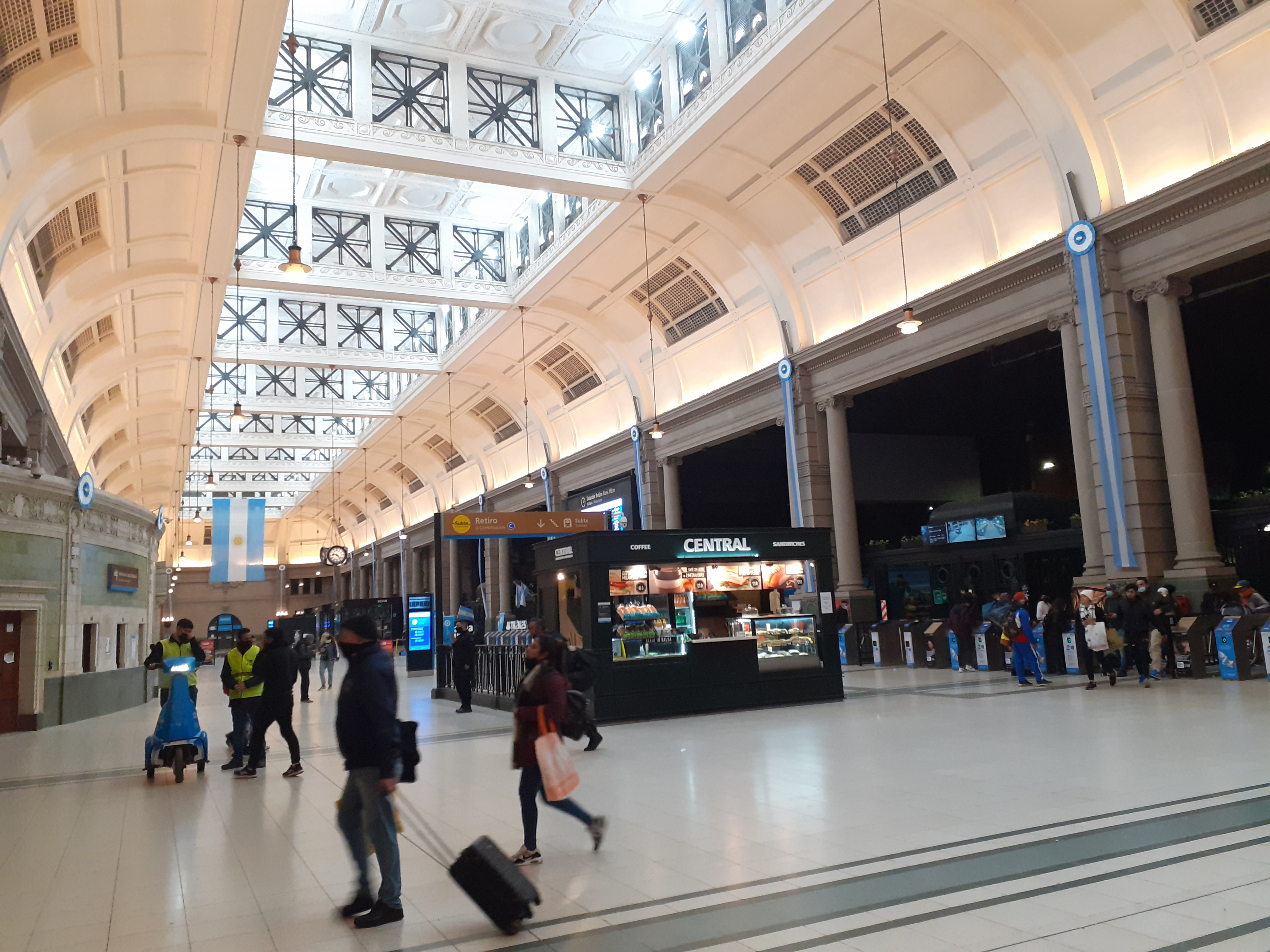
Retiro. Vista ampliada del hall central de noche.
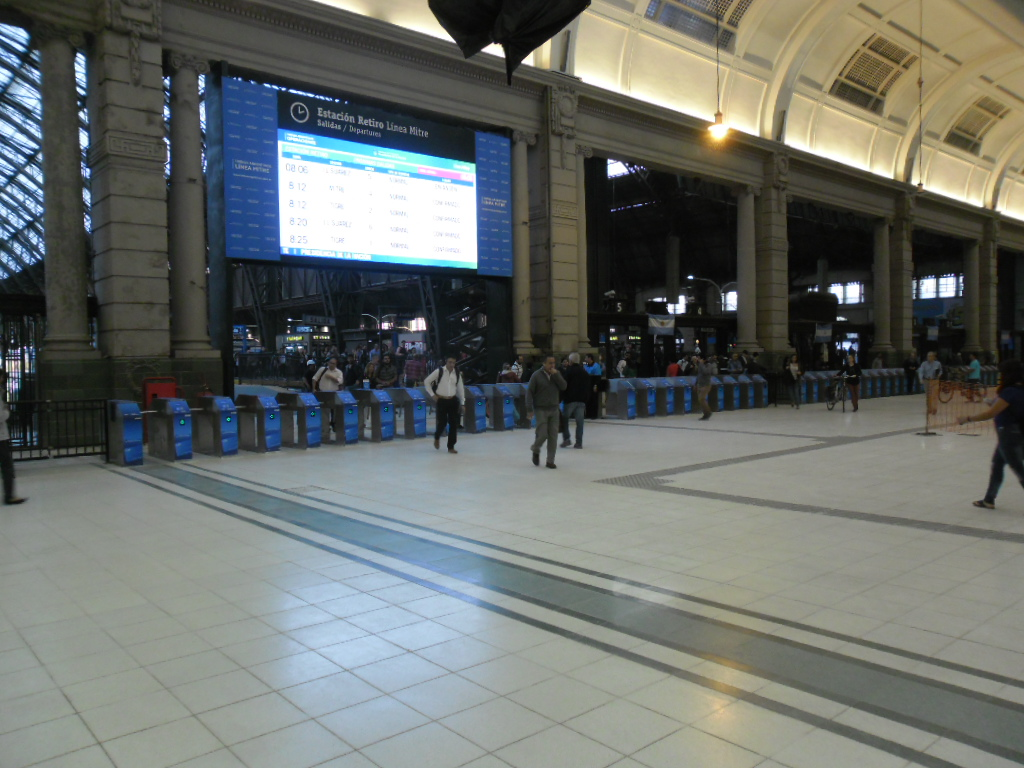
Retiro. Cartel indicador de servicios de trenes
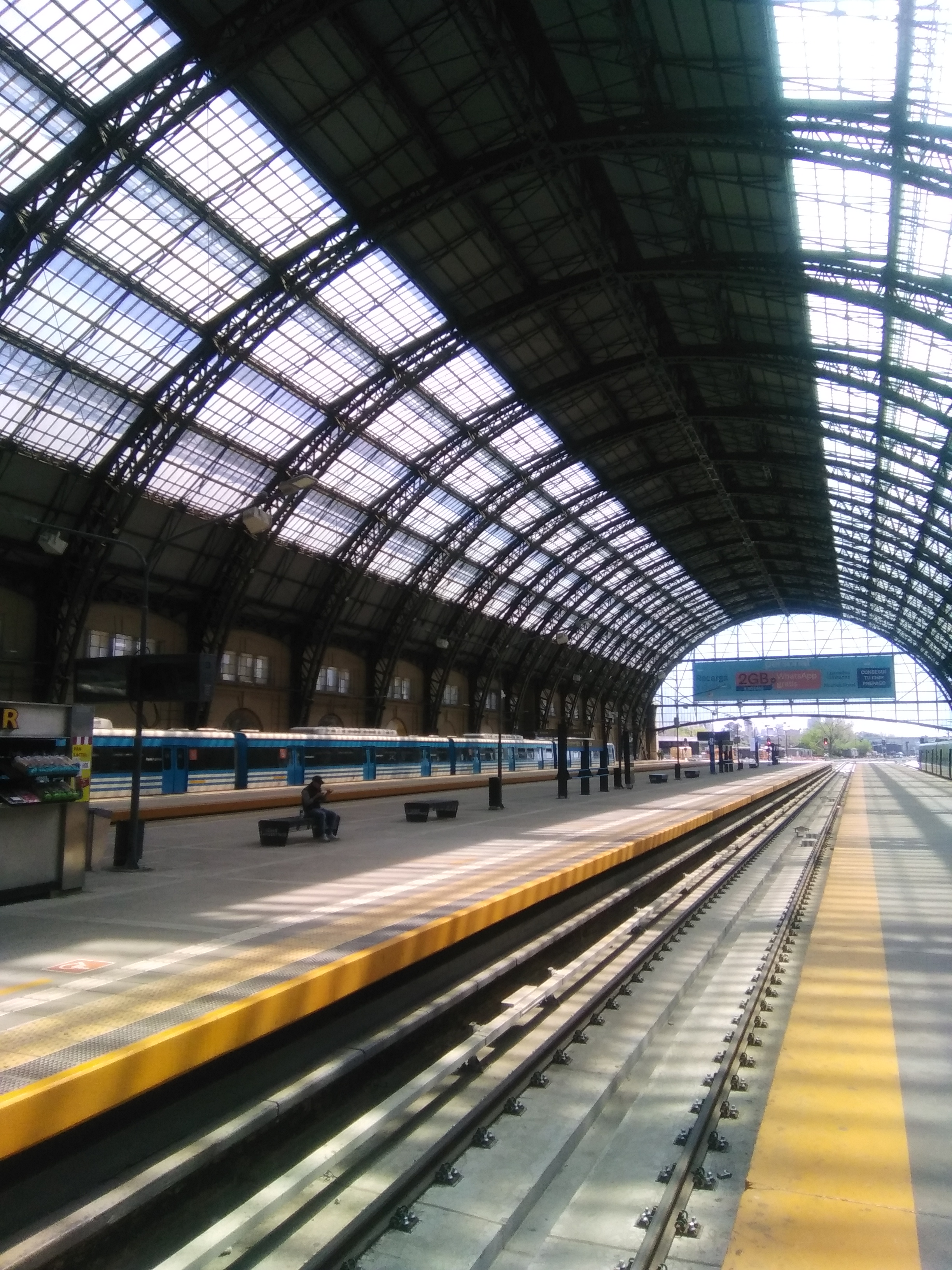
Sector de Andenes
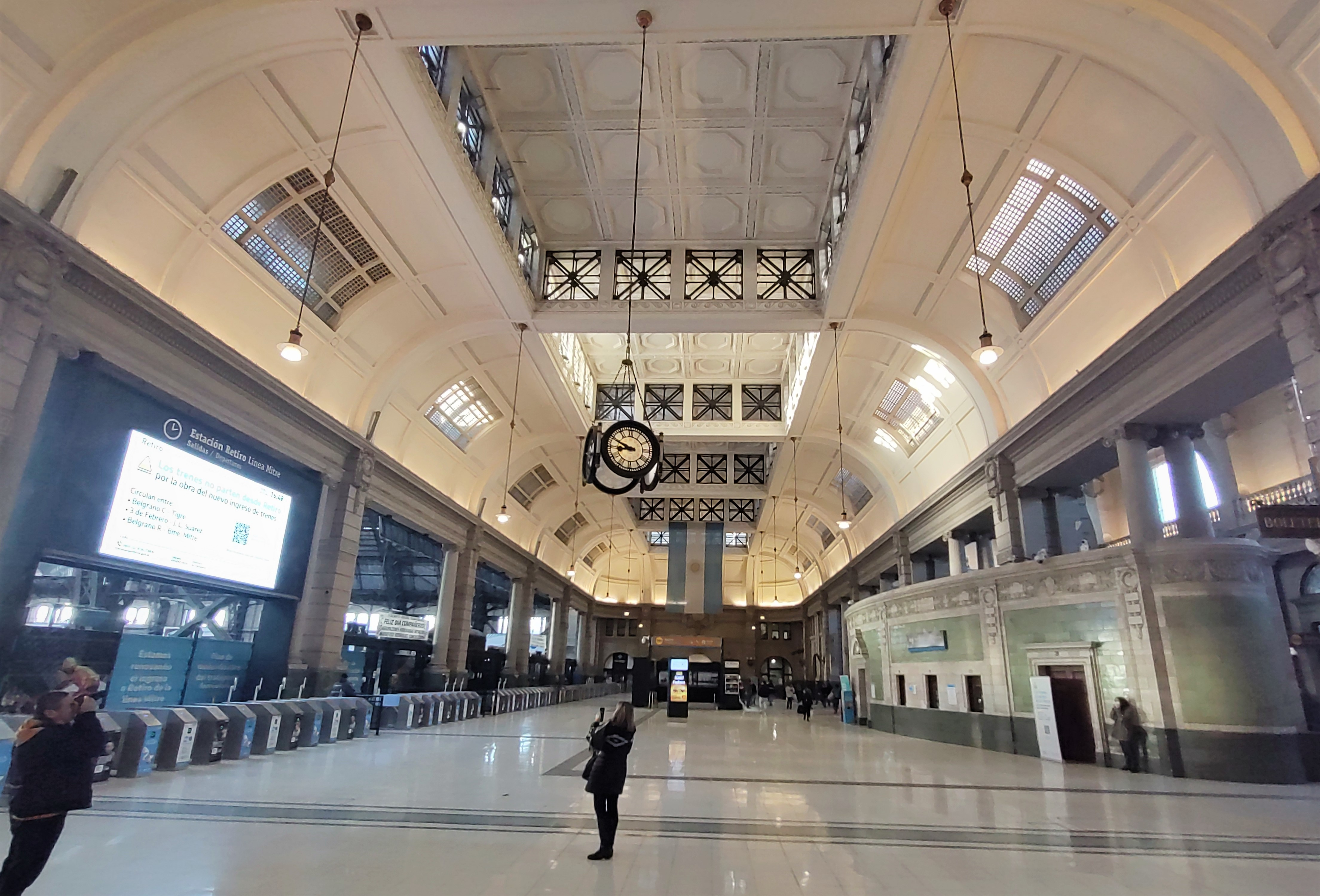
Hall principal
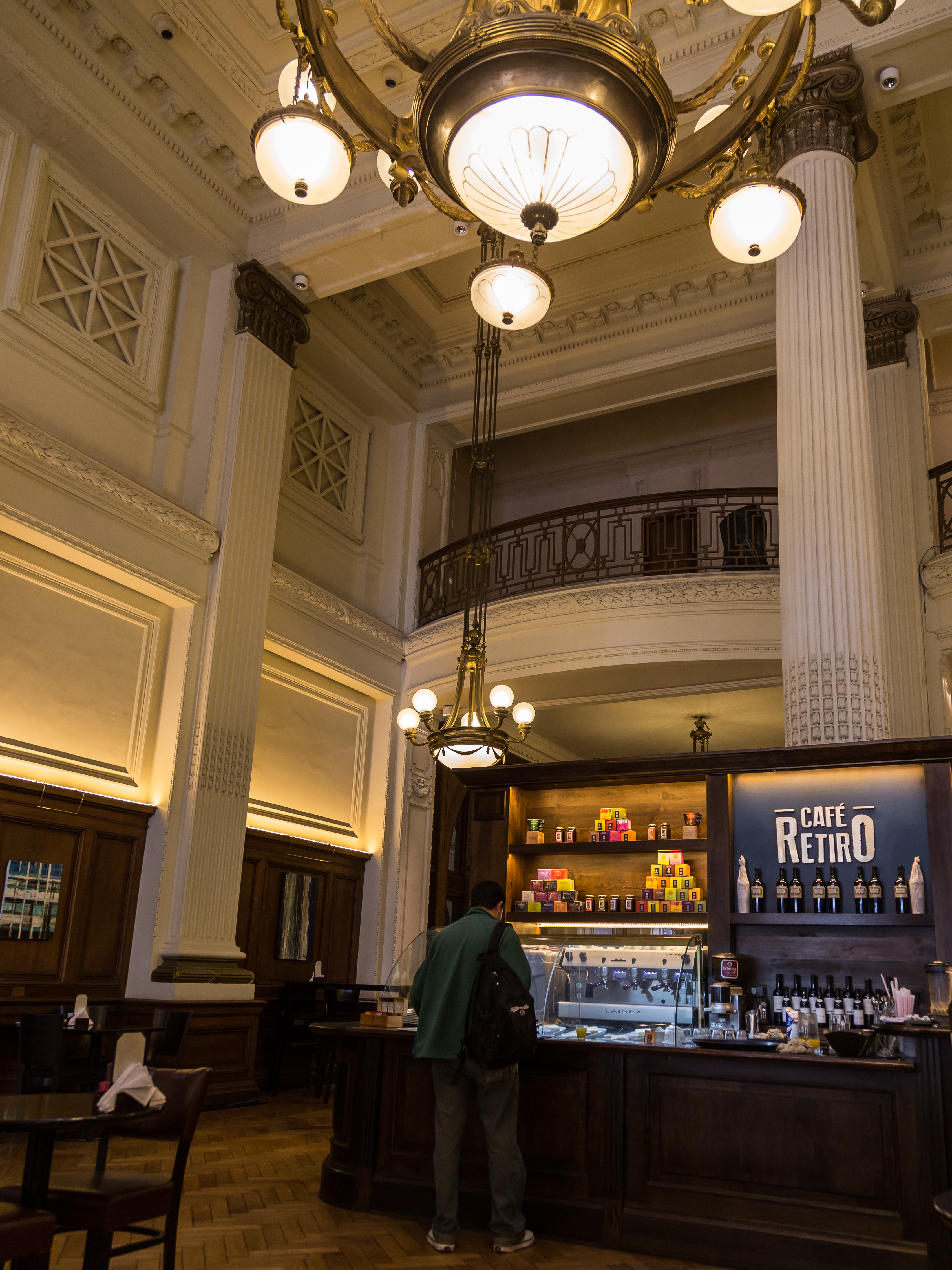
antiguo Café Retiro
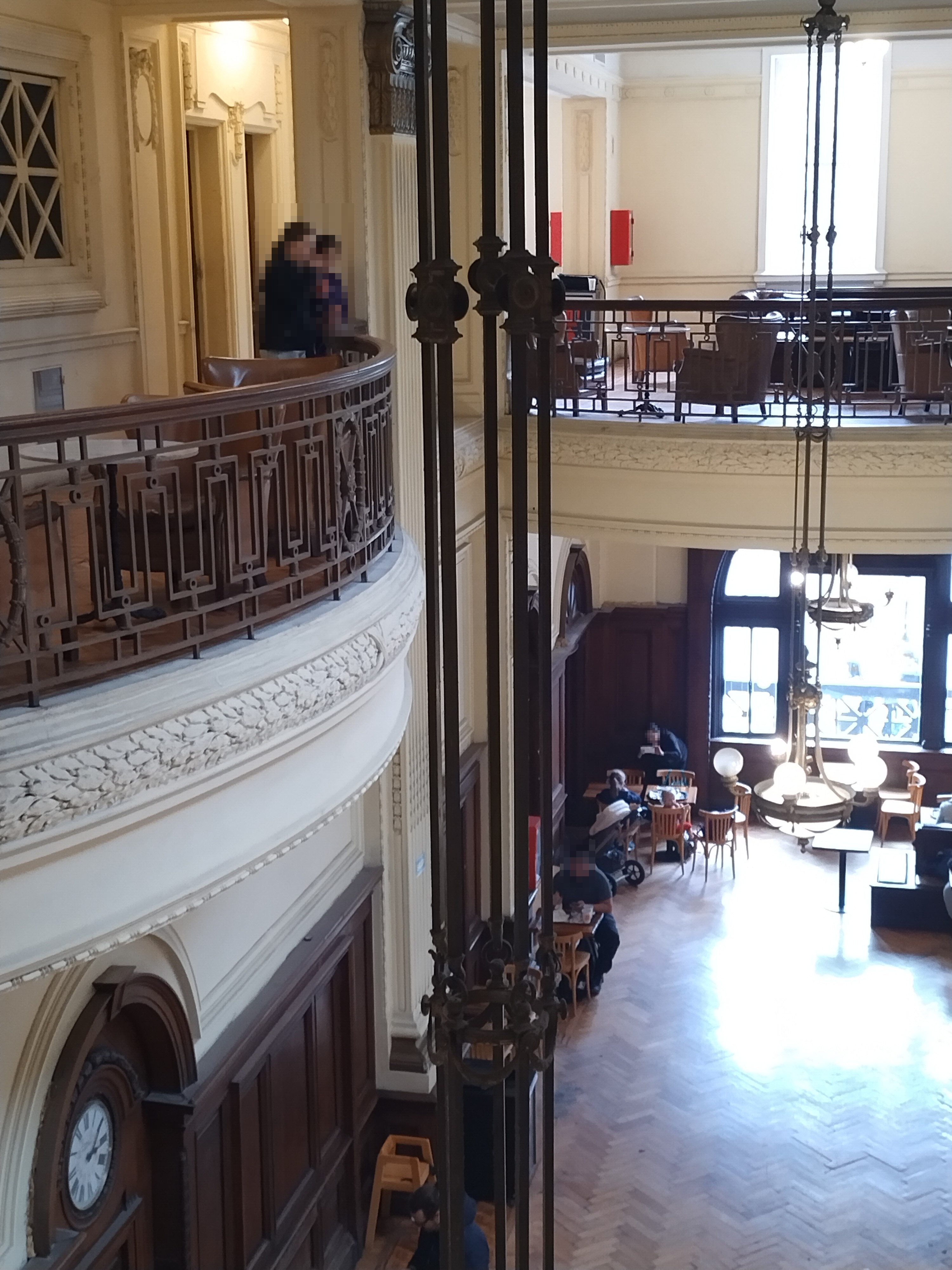
restaurante Burger King en el lugar del Café Retiro